# Johann Michael Vogl
Johann Michael Vogl (Steyr, Àustria, 10 d'agost de 1768 – Viena, 19 de novembre de 1840) fou un compositor, i destacà principalment com a cantant d'òpera (baríton).

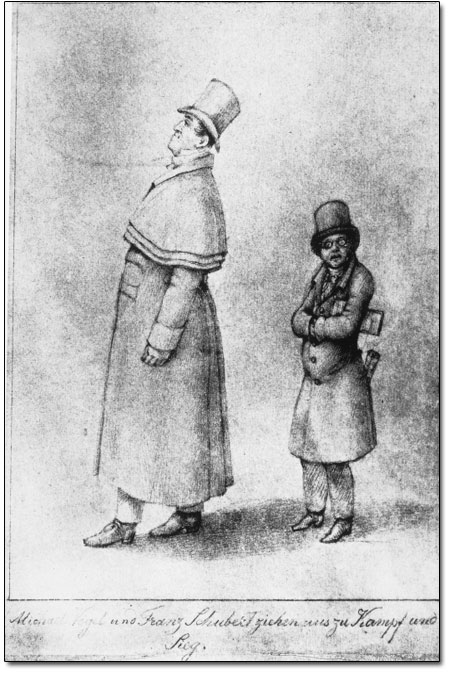
Vogl i Franz Schubert, caricatura de Franz von Schober

S'educà en el monestir de Kremsmünster, i després d'assolir grans triomfs en l'escena lírica, a partir de 1822 es dedicà especialment al gènere de concert. Estigué generalment considerat com un dels mestres del lied. El 1816 feu amistat amb Schubert, a qui sentí executar al piano alguns dels seus bells lieder, que romanien ignorats del gran públic. Des d'aquell moment es convertí en el més entusiasta propagandista de Schubert, i va interpretar els seus lieder en tots els concerts en què actuava.
Vogl donà a conèixer, entre altres pàgines immortals d'aquest compositor, la cèlebre cançó Erl-König, en una festa musical celebrada en el Kärntherthor Teather el 7 de març de 1821. Schubert donà testimoni públic del seu agraïment a Vogl dedicant-li els tres lieder que constitueixen l'opus 6, publicada per primera vegada el 1821. Vogl posseïa una bellíssima veu de baríton i era, a més, un excel·lent actor dramàtic.